# Comunità degli Stati Indipendenti
La Comunità degli Stati Indipendenti (in russo Содружество Независимых Государств, СНГ?, Sodružestvo Nezavisimych Gosudarstv) o CSI è un'organizzazione internazionale composta da nove delle quindici ex repubbliche sovietiche, cui si aggiunge il Turkmenistan come membro associato.
La sede della CSI è a Minsk, capitale della Bielorussia.

## Storia
La Comunità degli Stati Indipendenti nacque formalmente l'8 dicembre 1991 con la firma dell'Accordo di Belaveža, sottoscritto dai Capi di Stato di Bielorussia, Russia e Ucraina in una dacia nella foresta di Białowieża (circa 50 chilometri a nord di Brėst). L'accordo entrò formalmente in vigore il 12 dicembre successivo, in seguito alla ratifica dei tre Stati. L'annuncio dell'accordo, a cui furono invitati anche le altre repubbliche nate dalla dissoluzione dell'Unione Sovietica, sancì di fatto la fine stessa dell'URSS.
Il 21 dicembre 1991 i leader di Armenia, Azerbaigian, Kazakistan, Kirghizistan, Moldavia, Turkmenistan, Tagikistan e Uzbekistan annunciarono la loro adesione alla CSI tramite la firma dei protocolli di Alma-Ata, con i quali furono inoltre stabiliti i principi fondativi della Comunità. L'ultimo Stato ex-sovietico ad aderire alla CSI fu la Georgia, il 3 dicembre 1993.
Nel gennaio del 1993 fu approvato lo Statuto della Comunità degli Stati Indipendenti, in base al quale fu formalizzato il requisito minimo per essere considerato "Stato membro" (ossia, in base all'articolo 7, aver ratificato lo Statuto stesso). Il primo Stato a ratificarlo fu la Russia il 20 luglio 1993, a cui seguirono altri nove Paesi firmatari (l'ultimo fu il Kazakistan il 20 luglio 1994). Ucraina e Turkmenistan furono gli unici due Stati a non aver mai ratificato lo Statuto: il primo contestò la scelta compiuta ad Almaty di riconoscere alla sola Russia lo status di "Stato successore" dell'URSS (in particolare all'interno dell'ONU), il secondo rivendicando il proprio status di neutralità. Ad entrambi fu riconosciuto lo status di "Stato associato", rispettivamente nel 1993 e nel 2005.
Nel febbraio del 2006 la Georgia annunciò il ritiro del proprio rappresentante dal Consiglio dei Ministri della difesa della CSI, poiché «la Georgia ha intrapreso un cammino di integrazione nella NATO e non può prendere parte a due strutture militari simultaneamente». Nell'agosto del 2009, anche a seguito del conflitto in Ossezia del Sud, la Georgia si ritirò completamente dalla Comunità.
Nel 2014, in seguito alla crisi della Crimea ed al conflitto nell'Ucraina orientale, il Parlamento ucraino ha discusso vari disegni di legge per il ritiro dalla CSI, senza mai però formalizzare il ritiro completo. Nel 2015 è stato annunciato il ritiro del rappresentante permanente dell'Ucraina, ma è stato confermato che la partecipazione sarebbe stata decisa di volta in volta, «in base all'argomento». Il ritiro ufficiale dell'Ucraina è infine giunto il 19 maggio 2018.
Al contrario, in Asia centrale i cinque ex Stati sovietici (Kazakhstan, Kirghizistan, Tajikistan, Turkmenistan e Uzbekistan) dove Mosca tradizionalmente gode di grande influenza politica ed economica, erano rimasti nell’orbita del Cremlino; eppure, «quando, il 2 e il 24 marzo 2022, l'Assemblea generale dell'Onu ha messo ai voti le risoluzioni che condannavano l’“operazione militare speciale” russa, nessuno dei cinque si è schierato con Mosca: hanno votato per astenersi o non hanno votato affatto».
Il 15 maggio 2023 il presidente del parlamento moldavo ha annunciato l'avvio dell'iter per il ritiro dall'Assemblea interparlamentare della CSI in vista del completo abbandono della partecipazione all'organizzazione del proprio Paese.

## Membri
| Paese         | Entrata          | Ratifica dell'accordo di fondazione | Ratifica dello statuto |
| ------------- | ---------------- | ----------------------------------- | ---------------------- |
| Armenia       | 21 dicembre 1991 | 18 febbraio 1992                    | 16 marzo 1994          |
| Azerbaigian   | 21 dicembre 1991 | 24 settembre 1993                   | 14 dicembre 1993       |
| Bielorussia   | 8 dicembre 1991  | 10 dicembre 1991                    | 18 gennaio 1994        |
| Kazakistan    | 21 dicembre 1991 | 23 dicembre 1991                    | 20 aprile 1994         |
| Kirghizistan  | 21 dicembre 1991 | 6 marzo 1992                        | 12 aprile 1994         |
| Moldavia      | 21 dicembre 1991 | 8 aprile 1994                       | 27 giugno 1994         |
| Russia        | 8 dicembre 1991  | 12 dicembre 1991                    | 20 luglio 1993         |
| Tagikistan    | 21 dicembre 1991 | 26 giugno 1993                      | 4 agosto 1993          |
| Turkmenistan¹ | 21 dicembre 1991 | 26 dicembre 1991                    | Non ratificato         |
| Uzbekistan    | 21 dicembre 1991 | 1º aprile 1992                      | 9 febbraio 1994        |

¹ Membro associato dal 26 agosto 2005.

## Fini e scopi dell'organizzazione

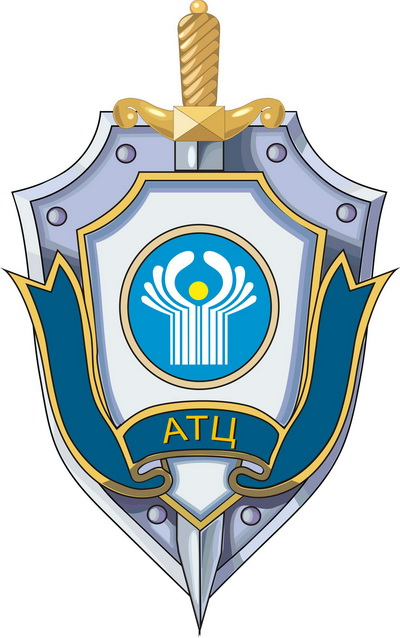
Emblema del Centro antiterrorismo della CSI

Stemma della CSI

La CSI è nata in seguito alla dissoluzione dell'Unione Sovietica con lo scopo di costituire una più limitata forma di associazione tra i nuovi Stati indipendenti. Sin dalla sua origine alla CSI non hanno partecipato gli Stati baltici, ormai orientati subito verso gli Stati occidentali, la Scandinavia e l'Unione europea.
Secondo alcuni, anche questi limitati obiettivi si sono in realtà rivelati di difficile realizzazione e la CSI si è ben presto dimostrata incapace di porre un freno alle spinte centrifughe e ai conflitti fra gli Stati nati dalla dissoluzione dell'Unione Sovietica, mancando sostanzialmente fra l'altro la realizzazione dell'obiettivo iniziale di realizzare una politica comune in materia di difesa.
Altri sottolineano il fatto che l'organizzazione, nonostante abbia pochi poteri sovranazionali, è comunque più che un'entità simbolica e ha un reale potere di coordinamento nel commercio, nelle finanze, nel campo legislativo e nella sicurezza. Il più significativo sforzo della CSI è stato la creazione di una zona di libero scambio ed unione economica fra gli Stati membri, che è entrata in vigore nel 2005. Ha anche promosso iniziative di cooperazione nella democratizzazione e nella prevenzione dei crimini internazionali.
Ai fini sportivi, fino ai Giochi olimpici di Barcellona del 1992, le rappresentative sportive della C.S.I. portarono a termine gli impegni dell'ex Unione Sovietica nei tornei nei quali tale Paese era impegnato.
Dopo tale data, ognuno dei quindici Paesi agì indipendentemente con il proprio comitato olimpico e le proprie federazioni sportive; fu la Russia a ereditare il titolo sportivo dell'ex URSS in tutte le competizioni ufficiali alle quali quest'ultima aveva preso parte.

## Integrazione economica
La CSI ha lo scopo di creare una zona di libero scambio tra i suoi membri. Il 16 luglio 2006 gli Stati membri, ad eccezione di Uzbekistan, Azerbaigian e Turkmenistan (Stato associato), hanno convenuto di abolire integralmente le tasse di importazione applicate al commercio di beni intracomunitari e di non alzare nel futuro le tasse all'esportazione.

## Organi della CSI
- Consiglio dei Capi di Stato
- Consiglio dei Capi di Governo
- Consiglio dei Ministri degli Esteri
- Comitato esecutivo

## Strutture militari / cooperazione di polizia
- Sistema di difesa aerea della CSI
- Centro antiterrorismo della CSI
- Consiglio dei Comandanti delle truppe di frontiera

## Altri organismi della CSI
- Consiglio per la cooperazione umanitaria

## Organizzazioni collegate
- Assemblea interparlamentare degli Stati membri della CSI
- Organizzazione per il monitoraggio elettorale della CSI
- Commonwealth regionale nel campo delle comunicazioni
- Central Asian Regional Information and Coordination Centretre

## Segretari esecutivi della CSI

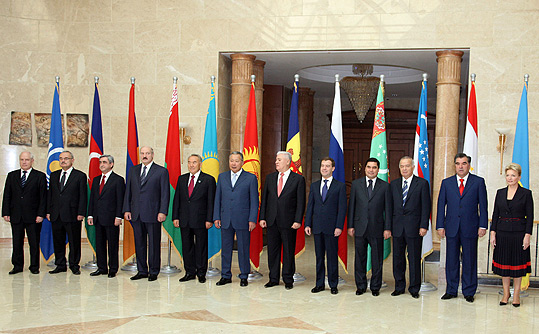
Riunione dei leader della CSI a Bishkek nel 2008

| Nome                               | Paese       | Mandato                           |
| ---------------------------------- | ----------- | --------------------------------- |
| Ivan Korotčenja                    | Bielorussia | 26 dicembre 1991 - 29 aprile 1998 |
| Boris Berezovskij                  | Russia      | 29 aprile 1998 - 4 marzo 1999     |
| Ivan Korotčenja (facente funzioni) | Bielorussia | 4 marzo - 2 aprile 1999           |
| Jurij Jarov                        | Russia      | 2 aprile 1999 - 14 giugno 2004    |
| Vladimir Rušajlo                   | Russia      | 14 giugno 2004 - 5 ottobre 2007   |
| Sergej Lebedev                     | Russia      | dal 5 ottobre 2007                |

## Dati economici
| Nazione      | Popolazione (2015) | PIL 2007      | PIL 2012  | Crescita PIL (2007/2012) | PIL pro capite (2007) | PIL pro capite (2012) |
| ------------ | ------------------ | ------------- | --------- | ------------------------ | --------------------- | --------------------- |
| Bielorussia  | 9475100            | 45275738770   | 58215000  | 4,3%                     | 4656                  | 6710                  |
| Kazakistan   | 17417447           | 104849915344  | 196642000 | 5,2%                     | 6805                  | 11700                 |
| Kirghizistan | 5776500            | 3802570572    | 6197000   | 0,8%                     | 711                   | 1100                  |
| Russia       | 146270033          | 1294381844081 | 2022000   | 3,4%                     | 9119                  | 14240                 |
| Tagikistan   | 8610000            | 2265340888    | 7263000   | 2,1%                     | 337                   | 900                   |
| Uzbekistan   | 31025500           | 22355214805   | 51622000  | 4,1%                     | 831                   | 1800                  |
| Azerbaigian  | 9356100            | 33049426816   | 71043000  | 3,8%                     | 3829                  | 7500                  |
| Moldavia     | 3558200            | 4401137824    | 7589000   | 4,4%                     | 1200                  | 2100                  |
| Armenia      | 3022000            | 9204496419    | 10551000  | 2,1%                     | 2996                  | 3500                  |